# Lambdina axion
Lambdina axion är en fjärilsart som beskrevs av Druce 1892. Lambdina axion ingår i släktet Lambdina och familjen mätare. Inga underarter finns listade i Catalogue of Life.